# مهند الغريري
مهند الغريري هو أحد أعيان بغداد، وأحد المشايخ الذين كان لهم نشاط اجتماعي كبير في مناطق بغداد قبل الاحتلال الأمريكي، وبعد الاحتلال، أكمل الماجستير بامتياز ثم نال الدكتوراه مع مرتبة الشرف.

## نشأته وشبابه
مهند الغريري من مواليد محافظة بغداد، ولد عام 1975 في جانب الكرخ إلى الغرب من بغداد وهو اصغر إخوته وأخواته.
نشأ مهند في عائلة عرفت بتدينها والتزامها، منذ سبعينات وثمانينات القرن الماضي، ولإخوته علاقات قوية ومتينة بأغلب شيوخ مساجد بغداد والمحافظات، أما مهند الفتى الذي كان حسب قول بعض من معارفه أنموذجا للشاب المسلم الذي لا يكل ولا يمل عن الدعوة إلى طريق الله عز وجل وبشتّى الوسائل. حيث عرف بذكائه الشديد في المدرسة وحين انهى الثانوية خطّ طريقه فالتحق بكلية الشريعة ليتم علمه الشرعي الذي بدأه منذ صغره في دروس وحلقات المشايخ التي كان يحرص عليها، حتى انه حصل على عدة إجازات شرعية من المشايخ.

## طلبه العلم
كانت بداية الشيخ مهند مع الشيخ المصري محمود غريب، الذي يَنسُب اليه البعض الفضل في مشروع الدورات الصيفية القرآنية، الذي احبه وتنبأ له بمستقبل وضاء.
انعكس ما كان يتعلمه ويدرسه على المسجد الذي كان بجوار منزله وهو جامع الأقطاب الاربعة حيث كان شيخ المسجد ذو توجه صوفي وكان مهند الشاب ذي الصوت الجياش الحزين عندما يرفع الاذان ولا يؤدي الصلوات بعد الاذان عرضة للمشاكل ولكن لم يجرأ أحد على منعه من أن يتقدم بالناس اماما أو مؤديا للآذان على الرغم من صغر سنه وحداثته لما له من مكانه واحترام من قبل شباب المسجد ووجهاء المنطقة وشيخ المسجد الشيخ مصطفى عبد فرحان أبو جلال، الذي اغتيل لاحقاً من قبل الميليشيات أثناء المواجهات الطائفية بعد سقوط النظام.
بدأ يدرّس ما يتعلمه في المسجد بداية في حلقات الصيف لتحفيظ كتاب الله عز وجل حيث انه حصل على إجازة بتلاوة القرآن الكريم في ذلك الوقت من الشيخ جمال الكبيسي الذي تأثر بجمال صوت مهند وطلب منه ان يحضر يوميا ليتلو ما تيسر له من كتاب الله عز وجل. وكانت حلقة الشيخ مهند من احسن الحلقات وكان أغلب الأوائل هم من هذه الحلقة. كان مهند الغريري يختار من طلابه الفتيان احسنهم وكان يستمر معهم بدروس حفظ القرآن الكريم والحديث الشريف والفقه الميسر وهكذا حاله في كل سنة من السنين.

## عمله الإنشادي
كان الشيخ مهند ذو صوت شجي قريب من صوت الشيخ نعمة الحسان وهو صاحب فضل كبير لانتشار الزفّات الإسلامية التي لم تعرفها بغداد الا في بداية التسعينات من القرن الماضي فكان الأمر جديدا، فكان له ولبعض شباب منطقته الفضل في انتشار النشيد الإسلامي في بغداد، إذ ان أول تسجيلات إسلامية فتحت في بغداد هي (تسجيلات الصوت العذب) كان هو صاحب الفكرة وشريك فيها.

## عمله الدعوي
كان همه الوحيد دعوة الشباب إلى طريق الله عز وجل فكان يبتكر الطرق لتسهيل هذه الغاية المباركة، ومن هذه الأساليب هي السفرات فكان يجمع الشباب ويخرج بهم بعيدا ومن الصعود في السيارة إلى العودة إلى البيت وهو يحث ويربي فتراه مع الملتزم الجديد ليّن هيّن مبتسم وتراه مع الشخص القديم حازم صارم فسبحان من اعطاه هذه الشخصية.
ومن السفرات إلى الولائم وإلى تأسيس فرق رياضية، ويحرك الشباب كل إلى ما يحب ويجد فيه نفسه.

## علمة كإمام وخطيب
بدأ مشوار الخطيب وهو لم يزل بعد طالبا بكلية الشريعة في قرية البوعبيد في منطقة الكرمة وقد عرضت عليه عدة مساجد في وسط بغداد فأبى وقال «هولاء القوم بهم صلاح وهم يحتاجونني» كما ان أهل هذه القرية (الكرمة) كانوا يتشاجرون بعد الخطبة الكل ينادي «اليوم الشيخ يمي» يعني ياتي إلى بيتي لانهم احبوه حبا جما.
بعد أن كانت قرية الكرمة محط أنظار الشيخ مهند، إلى عرض عليه ان يكون امام وخطيب جامع عمر بن الخطاب في منطقة حي الاعلام وهو مسجد كبير في بغداد.
بدأ مشوار جامع عمر الذي يمتاز بكثرة شبابه وبه عدد لا بأس به من الحفظة ولكن على كثرة شبابه، لكن كانت هنالك مشاكل كثيرة بين مصليه، فنشب إلى الشيخ الفضل في انه اعاد اللحمة والوفاق بي مصلي هذا المسجد المنتمين إلى مختلف المذاهب الإسلامية، وقد برز من هؤلاء الشباب الذين تبناهم الشيخ مهند، عدد لا باس به فمنهم الخطيب ومنهم الطبيب ومنهم الصيدلاني ومنهم العامل ومن أبرز الذين برزا على يديه الشيخ سمير الزوبعي ووسام بدران ونصير الزوبعي حارس المسجد، وعاشور المقرئ وهمام المهندس الحافظ لكتاب الله عز وجل وكثير من الشباب، منهم من قتل ومنهم من أعتقل.
امام خطب الجمعة لدى الشيخ فقد اشتهرت في بغداد، بكونها خطب جريئة وقوية، فكان الشيخ قوي الطرح، ويهاجم بشد من يعتبرهم مخطئين بحق الناس، وبرز الشيخ كخطيب يناهض الاحتلال الأمريكي، بعد عام 2003، فكانت خطبه لا تخلو من تحريض على حمل السلاح بوجه القوات الأمريكية وكان الشيخ يحرم قتل العراقيين والمسلمين، ويرى حرمة دمهم ولهذا كان على علاقة توصف بالسيئة تجاه التنظيمات المسلحة التي أشهرت النار بوجه العراقيين، وتساهلهم بالدم المسلم، من ابرزهم تنظيم القاعدة.

## انتماؤهلحركة الإخوان المسلمين
عندما نشأ الشيخ مهند الغريري تأثر كثيرا بالحركة الإسلامية الصاعدة آنذاك، وبالخصوص بالإخوان المسلمين، رغم عدم افصاحه بهذا الأمر في العلن، اتقاء شر الأمن في زمن الرئيس صدام حسين، وبعد الاحتلال اتقاء شر الكثير من التنظيمات التي حاربت العمل الإسلامي. لذلك فقد كان مهند الغيري عضوا بارزا في التنظيم السري للإخوان المسلمين أيام صدام حسين فراح يربي الشباب على ما امن به من ثورية الاخوان المسلمين ويضرب لهم الأمثال بسيد قطب وعبد الله عزام ومروان حديد وحسن البنا....

## عمله المسلح
بعد دخول القوات الأمريكية العراق واحتلاله، أرسل الشيخ مهند إلى كل من يعرف من الثقات واجتمعوا في بيت أحد الاخوة بعد هذه الجلسة اتفق الكل وبدا التنسيق لحماية المسجد وتهيئة السلاح وبدا الدوريات السرية واعداد العدة.
بعد انتهاء أيام المعركة ودخول الأمريكان بغداد، وسقوط التمثال، صارت جثث العرب المجاهدون وبعض العراقيين الذين قتلوا في معارك مع القوات الأمريكية، مرمية في الطرقات فانبرى لها الشيخ غياث أبو أيوب هو واخوته وهم من اقرب الناس إلى الشيخ مهند لا بل البعض يعدون غياثا هو خليفة لمهند بعد رحيله ولكن أبا أيوب (الشيخ غياث الخزرجي استشهد فيما بعد أيضا) فقاموا بدفن الشهداء وكان هذا العمل به خطورة لان أغلب الجثث كانت على طريق المطار المؤدي إلى القصر الجمهوري في ذلك الوقت، المسمى حاليا بالمنطقة الخضراء.

## علاقتهبالحزب الإسلامي العراقيوجبهة التوافق العراقية
كانت علاقة الشيخ بالحزب الإسلامي علاقة محبة واخوة وكان يؤازرهم في اعمالهم ولكن كان له وجهة نظر بان السياسة لا تجدي نفعا وان يجب أن يكو في كل مكان رجا سواء في الساسة أو الجهاد فاختار طريق الجهاد،

## علاقتهبهيئة علماء المسلمين
عندما تأسست هيئة علماء المسلمين كان الشيخ عضوا فيها ولم يتأخر أو يتوانى يوما بالنصح لقادتها وكان اصغر الأعضاء فيها سنا وظل معهم لفترة طويلة، بعد فترة من عدم توافق الرؤى بينه وبين الهيئة فارقهم بود واخوة، وقد قدمت الهيئة بيانا نعته فيه بعد استشهاده.
اما عن عدنان الدليمي فبعد فوز التوافق لم يعط مهندا أي شيء مما وعده.
ساءت علاقة الشيخ بالحزب الإسلامي العراقي، بعد فوزه بالانتخابات، كحزب سياسي لكنه لم يترك جماعة الاخوان المسلمين في العراق التي كان ينتمي إليها فكرا وقالبا.

## اغتياله
بدأت الفتنة بين المجاهدين (المسلحين السنة) في العراق وكان لها اهلها ممن يؤججها ويطعمها الحطب ولكن شيخنا الحبيب اعتزلها وكان ينقل عنه انه دائما يردد قول الله ((لَئِن بَسَطتَ إِلَىَّ يَدَكَ لِتَقۡتُلَنِى مَا أَنَا۟ بِبَاسِطٍ يَدِىَ إِلَيۡكَ لَأَقۡتُلَكَ إِنِّىٓ أَخَافُ اللّهَ رَبَّ الۡعَالَمِينَ)) سورة المائدة رقم الآية 28، ففي ظهيرة يوم الجمعة 15-9-2006 توجه الشيخ ومعه اثنان من الاخوة حماية له إلى القرية في الكرمة وإلى جامع إبراهيم الخليل فأوقفتهم سيارة بها شخصين ملثمين (عرف فيما بعد انهما من أتباع أبو مصعب الزرقاوي) حاول رجال الحماية استخدام السلاح لقتلهم فورا فزجرهم الشيخ بقوة وقال لهم «هؤلاء اخوتنا وحتى لو قتلونا نذهب إلى الله مظلومين لا ان نقتلهم فنذهب ظالمين» وكان بإمكان الحماية بكل سهولة قتل هؤلاء لولا ان الشيخ زجرهم بشدة ونهاهم حتى اخذوا السلاح منهم برضى الشيخ لحسن ظنه بهم ولأنه لا توجد أي مشكلة مع أي طرف ولكن الغدر نال من الشيخ الفاضل، فقتله من يطلقون على أنفسهم اسم «دولة العراق الإسلامية» مكبرين عليه وكأنهم يقتلون يهوديا ولم يقتلوه برصاصة ولا برصاصتين ولكن بثلاثين طلقة كلها في جسده الا واحدة نالت من اصبع السبابة بعد أن رفعه للتشهد فاستقرت هذه الإطلاقة في اصبعه وبعد قتله اخذوا سيارته وسلاحه غنيمة وخلوا سبيل باقي الاخوة.
شيع أبا مجاهد تشيعا مهيبا وتسابق اخوته الذين حملهم على كتفه وهو فرح عند زفافهم إلى حمل مهند إلى مقبرة الكرخ الإسلامية حيث وري الثرى.

## وصلات خارجية
- موقع الحزب الإسلامي العراقي
- الجبهة الإسلامية للمقاومة العراقية (جامع)
- حياة الشيخ بقلم أحد رفقاءه